# The Kansas Boxed Set
The Kansas Boxed Set è la terza compilation della band Kansas. È stato   pubblicato nel 1994, ed è stata la prima panoramica in cofanetto della band della loro carriera, sottolineando solo l'era del rock progressivo che è stata tra parentesi dagli album Kansas nel 1974 e Audio-Visions nel 1980. Include anche l'inedito "Wheels" . La pubblicazione è stata approvata da tutti i membri della band originale, a differenza di The Best of Kansas nel 1984.

## Tracce
1. "Carry On Wayward Son" – 5:22
2. "The Wall" (Livgren, Walsh) – 4:47
3. "What's on My Mind" – 3:27
4. "Opus Insert" – 4:25
5. "Magnum Opus" (Livgren, Walsh, Williams, Hope, Ehart, Robby Steinhardt) – 8:25
6. "Point of Know Return" (Walsh, Ehart, Steinhardt) – 3:12
7. "Portrait (He Knew)" (Livgren, Walsh) – 4:34
8. "Dust in the Wind" – 3:29
9. "Closet Chronicles" (Walsh, Livgren) – 6:31
10. "People of the South Wind" – 3:39
11. "On the Other Side" (live) – 6:43
12. "A Glimpse of Home" – 6:36
13. "Relentless" – 4:57
14. "Loner" (Walsh) – 2:30
15. "Hold On" – 3:53
16. "Wheels" (Livgren, Walsh) – 4:32 (new track)